# FKルダル・カカニ
FKルダル・カカニ（FK Rudar Kakanj）は、ボスニア・ヘルツェゴビナのボスニア・ヘルツェゴビナ連邦ゼニツァ＝ドボイ県カカニをホームタウンとするサッカークラブである。

## 歴史
1920年にシュポルツキ・クルブ・ルダル・カカニ (Športski klub Rudar Kakanj) として創設され、1928年にラドニチュキ・シュポルツキ・クルブ・ルダル・カカニ (Radnički Športski klub Rudar Kakanj) として再創設された。
ユーゴスラビア時代にはユーゴスラビア・ドルガ・リーガに所属した。1971-72シーズンに最高順位の2位となり、昇格プレーオフに進出したが、FKボルに1-3、1-4で敗れてユーゴスラビア・プルヴァ・リーガ昇格を逃した。次の1972-73シーズンは13位に終わり、共和国リーグに降格した。
1994-95シーズンにゼニツァ＝ドボイ県リーグで優勝したルダル・ブレザに次ぐ2位になり、サラエヴォとヤブラニツァ、トゥズラ、ゼニツァで行われた全国選手権に出場した。ルダル・カカニはヤブラニツァのグループで5位に終わり、ゼニツァで開催された決勝進出を逃した。1995-96シーズンに創立されたプルヴァ・リーガBiHで16チーム中6位、1996-97シーズンに8位、1997-98シーズンに12位、プレミイェル・リーガBiHに改称された1998-99シーズンに3位、1999-2000シーズンに4位の成績を残した。
2000-01シーズンからプルヴァ・リーガ・ヘルツェグ＝ボスネのクラブがボスニア・ヘルツェゴビナ連邦で統一されたプレミイェル・リーガに参加した。2000-01シーズンは22チームが参加して下位8チームが降格するレギュレーションで争われたが、ルダル・カカニは18位に終わり、プルヴァ・リーガFBiHに降格した。
ボスニア・ヘルツェゴビナ独立後、初の下位リーグ所属となった2001-02シーズンにプルヴァ・リーガFBiHで4位、2002-03シーズンに5位、2003-04シーズンに4位、2004-05シーズンに3位になり、2005-06シーズンと2006-07シーズンに連続して2位の成績を残した。2007-08シーズンに3位、2008-09シーズンに2位、2009-10シーズンに4位の成績を残したが、2010-11シーズンに過去最低順位の11位となった。2011-12シーズンから2013-14シーズンまで3シーズン連続で4位の成績を残した。
2018-19シーズンはプルヴァ・リーガFBiHで16チーム中7位であった。